# Власова (Байкаловський район)
Вла́сова (рос. Власова) — присілок у складі Байкаловського району Свердловської області. Входить до складу Баженовського сільського поселення.
Населення — 54 особи (2010, 96 у 2002).
Національний склад населення станом на 2002 рік: росіяни — 100 %.